# Bimota DB2
La DB2 est un modèle de motocyclette de la firme italienne Bimota.
La DB2 apparaît lors du salon de Cologne en 1992. La commercialisation n'est effective que l'année suivante. Le design est l'œuvre de l'ingénieur Pier Luigi Marconi.
Évolution de la DB1, elle adopte le moteur de la Ducati 900 SS. Il est retravaillé pour développer 86 chevaux à 7 000 tr/min et 9,2 mkg à 5 700 tr/min. Il est alimenté par deux carburateurs Mikuni de 38 mm de diamètre.
Le cadre est un treillis tubulaire en acier au chrome-molybdène. Le bras oscillant est également un treillis tubulaire.
La fourche télescopique aux tubes de 41 mm de diamètre est estampillée Païoli. Le monoamortisseur est un Öhlins. L'angle de chasse est de 23,5°, afin de donner une plus grande vivacité à la machine.
Le freinage est confié à Brembo, avec deux disques flottants à l'avant, mordus par des étriers Série Or à quatre pistons, tandis que l'arrière se contente d'un disque fixe et d'un étrier simple piston.

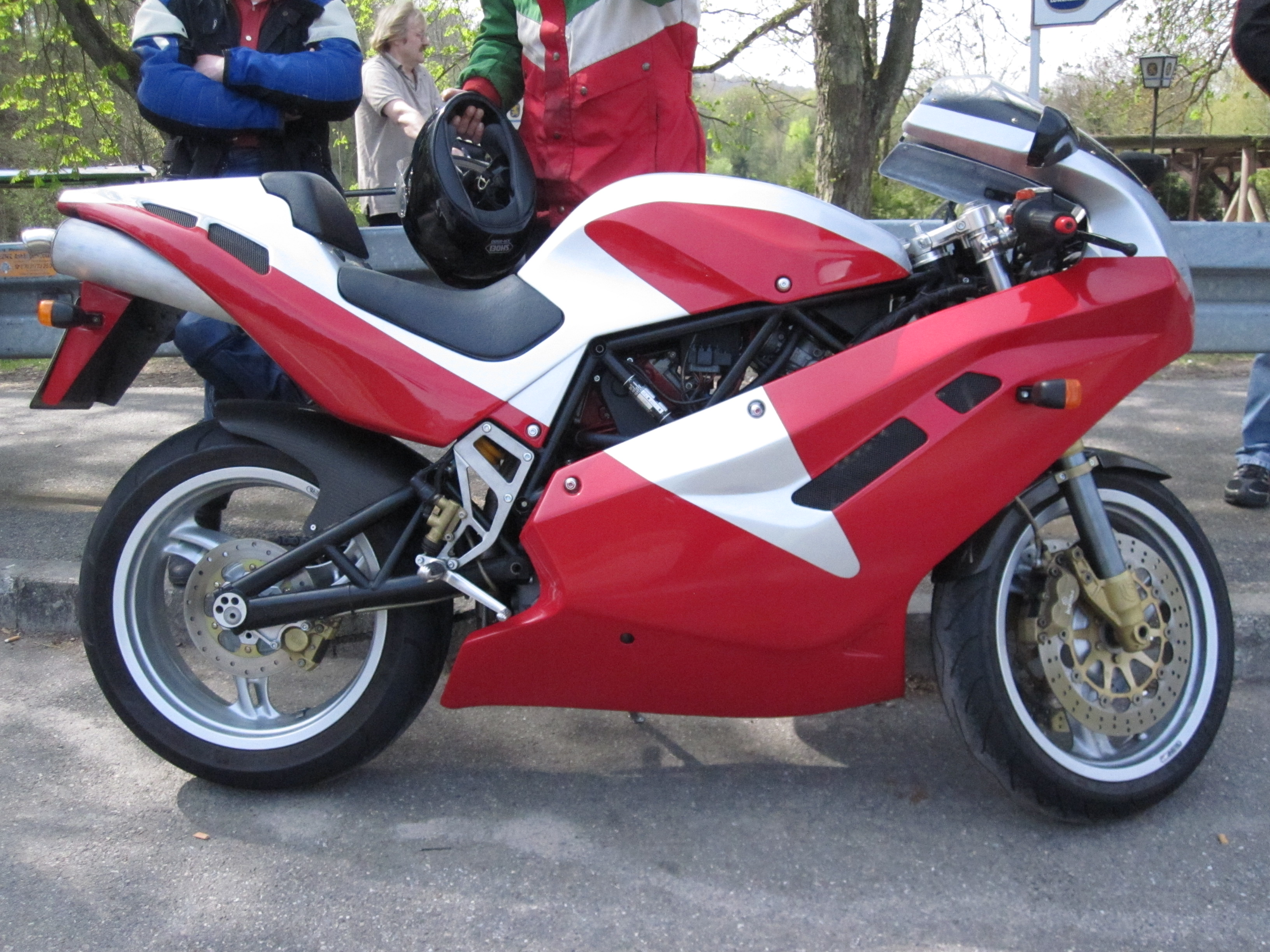
DB2 avec carénage intégral

La DB2 était disponible avec, au choix, un carénage intégral, ou un ensemble tête de fourche/sabot moteur. Le phare provient d'une Yamaha 900 FZR.
Les deux silencieux d'échappement sont ramenés sous la selle et les garde-boues en fibre de carbone sont repris de la Superlight.
Bien que la brochure publicitaire présentait un modèle gris et bleu, la DB2 n'était disponible qu'avec une robe rouge et blanche, des jantes blanches et un cadre rouge.
Parallèlement, Bimota propose pour le Japon, la DB2 J, équipée du moteur de la 400 SS. Celui-ci développe près de 50 chevaux et est couplé à une boîte de vitesses à six rapports.
La partie cycle est inchangée mais le frein avant se voit amputé d'un disque et le pneu arrière est plus étroit. Elle n'était disponible qu'équipée d'un demi-carénage.
La DB2 a également couru lors de la Battle Of the Twins en 1993, équipée d'un moteur de 944 cm3 et développant 105 chevaux à 9 700 tr/min. Elle recevait une fourche télescopique inversée Païoli de 43 mm de diamètre.
Le salon de Cologne de 1993 voit la présentation de la DB2 SR.
La principale différence par rapport à sa devancière est l'alimentation par injection électronique. Créée en interne, cette modification permet à la puissance de grimper à  89,4 chevaux à  7 500 tr/min.
Disponible uniquement avec un carénage intégral, elle se pare d'une robe plus tape-à-l'œil. Elle est rouge, blanche et violette. Les jantes et le cadre sont noirs.

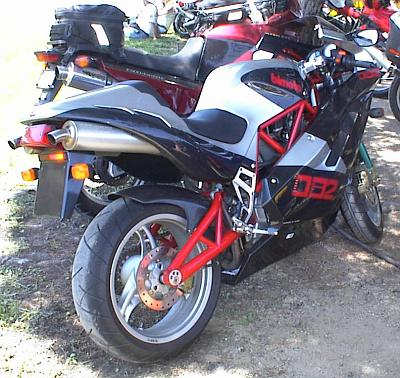
DB2 EF

Fin 1996, apparaît la DB2 EF (pour Edizione Finale, Édition Finale). Conçue après l'arrêt de production de la DB2 SR, elle n'en diffère que par l'esthétique.
Elle arbore une peinture noire et argent, rehaussée par un cadre rouge et des jantes Marvic ou Antera en aluminium polies. Chaque exemplaire possède une plaque numérotée.
Il sera produit 408 exemplaires de la DB2, dont 285 avec un carénage intégral et 123 avec un carénage tête de fourche et un sabot moteur.
La DB2 SR sortira à 157 exemplaires alors que la DB2 EF sortira à 100 exemplaires dont 75 avec un carénage intégral et 25 avec un demi-carénage.
La DB2 est retirée du catalogue en 1995, la DB2 SR en 1996 et la DB2 EF en 1998. Elles étaient respectivement vendues neuves 14 120, 13 140 et 12 820 €.